# Wanda Domińska
Wanda Domińska (zm. 12 kwietnia 1993) – polska „Sprawiedliwa wśród Narodów Świata”.

## Życiorys
W trakcie II wojny światowej zaangażowała się w pomoc Żydom. Na początku 1943 r. przygarnęła do swojego warszawskiego mieszkania Szarlotę Goldstein, uciekinierkę z miejscowego getta. Przez kolejne pięć miesięcy Domińska z oddaniem opiekowała się przykutą do łóżka lokatorką i pielęgnowała ją w powrocie do zdrowia. Oboje prowadzili długie rozmowy, podczas których Goldstein zainspirowana ciepłem i człowieczeństwem Domińskiej ujawniła swoją prawdziwą tożsamość. Goldstein przebywała u Domińskiej do wkroczenia i uwolnienia przez Armię Czerwoną.    
23 grudnia 1982 r. Instytut Jad Waszem uhonorował Wandę Domińską medalem „Sprawiedliwy wśród Narodów Świata”.